# Sośnina (Straszów)
Sośnina – część wsi Straszów w Polsce w województwie świętokrzyskim, w powiecie kieleckim, w gminie Mniów.
W latach 1975–1998 Sośnina administracyjnie należała do województwa kieleckiego.